# Sol Kerzner
Solomon Solenoid Kerzner (* 23. August 1935 in Johannesburg; † 21. März 2020 in Kapstadt) war ein südafrikanischer Unternehmer und Hotelmagnat.
Kerzner wurde in Troyeville, Johannesburg, als jüngstes von vier Kindern jüdischer russischer Immigranten geboren. Seine Familie gründete die Hotelkette Sun International, die er nach seinem Wirtschaftsstudium übernahm und zu einer der erfolgreichsten im südafrikanischen Raum machte. Zu dem Unternehmen gehörte unter anderem der Freizeitkomplex Sun City, der im damaligen Homeland Bophuthatswana errichtet wurde. Kerzner besaß unter anderem das Atlantis-Resort auf Paradise Island, Bahamas, das zu den größten Hotel- und Kasino-Resorts weltweit zählt. Er steigerte den Wert des Resorts seit seinem Kauf für 125 Millionen US-Dollar um das Achtfache auf geschätzte zwei Milliarden US-Dollar. Zu seinen letzten Projekten zählt das Hotel Atlantis The Palm, Dubai, das im September 2008 eröffnet wurde und über 1539 Zimmer verfügt.